# ディック・デイル
ディック・デイル（英語: Dick Dale、本名: リチャード・アンソニー・モンスール（英語: Richard Anthony Monsour）1937年5月4日 - 2019年3月16日）は、アメリカ合衆国マサチューセッツ州ボストン出身のギタリストである。
左利きのギタリストで、主にフェンダーのアンプを使用する。「ローリング・ストーンの選ぶ歴史上最も偉大な100人のギタリスト」において2003年は第31位、2011年の改訂版では第74位。

## 経歴
父がレバノン人で、母はポーランド人。1954年頃にボストンから、カリフォルニア州に移住した。
生来の左利きで、ギターを始めた際に右利き用のギターをそのままひっくり返して使っていたために当初はかなり苦労したというが、これが後々まで彼ならではのスタイルとして確立されていくこととなる。
1958年、「Dick Dale & His Del-Tones」(ディック・デイル & ヒズ・デルトーンズ)としてシングル「Woo-Wee Mary」(ウー・ウィー・メアリー)でデビュー。
1962年、ファースト・アルバムを発表。同年、「Misirlou（ミシルルー、ミザルーとも）」がヒット。
1966年までは毎年順調にシングルを発表したが、以後はサーフィン／ホットロッドミュージックが下火になったことやレコード会社の無理解から契約を解除された他、自身が直腸がんを患い、長期療養を余儀なくされるなどスランプに陥った。
1975年、カムバック・シングルを発表。その後、再びシングルが出なくなる。
1987年、映画「Back To The Beach」のサウンドトラックのレコーディングでスティーヴィー・レイ・ヴォーンと共演を果たし、「パイプ・ライン」を発表。
1993年、アルバム「Tribal Thunder」をリリース、本格的に音楽シーンに返り咲いた。
1994年、映画『パルプ・フィクション』や、『TAXi』シリーズで「ミザルー」が使用され、デイルは再度注目され、音楽性が再評価されるようになった。後にザ・サーフコースターズをサポートアクトに迎えて来日公演が実現している。
2006年、ブラック・アイド・ピーズがリリースした楽曲「Pump It」で「Misirlou」がサンプリングされるなど、ヒップホップミュージック界からも注目された。
そのバイオレントなギター・サウンドは、ガレージ・ロックやパンク・ロックに与えた影響が大きい。ジミ・ヘンドリックスも生前に影響を受けていたことを明言している。

### 死去
2019年3月16日、カリフォルニア州で死去。81歳没。
晩年は二度目の直腸癌を克服したものの、腎不全と糖尿病を患うなど健康上の問題に苦しまされ、胃と腸の一部を切除する手術を受けてからは毎月3,000ドルの費用が掛かる人工肛門の医療費の支出に苦労していたと「ピッツバーグ・シティ・ペーパー」誌に語っていた。医師からは演奏活動を止めるように言われていたという。

## 使用機材
ステージで主に使用していたギターは「Beast」と名付けていたフェンダー・ストラトキャスターで、ボディがスパークルゴールドに再塗装され、コントロールはトーンのポットを全て取り外し、更にオリジナルの5連レバースイッチに加え、前後ピックアップを同時ONに瞬時に切り替えるトグルスイッチを増設する改造を施していた。後にフェンダー・カスタムショップから発売された「Dick Dale Stratocaster」には、右利きギタリストでもディック・デイルの音色が出せるように、コントロール系が自身の「Beast」と同じものになっているのは勿論、リアピックアップの角度を通常のストラトキャスターとは逆向きにセットし、ネックもリバースヘッド（通常のストラトキャスターのヘッドとは逆向きにデザインされている）にすることで、ディック・デイルならではの音が得られるようになっている。かつてはディック・デイルモデルのアコースティックギター（エレクトリック・アコースティックギター）もフェンダーから発売されていた。